# Stefan Flod

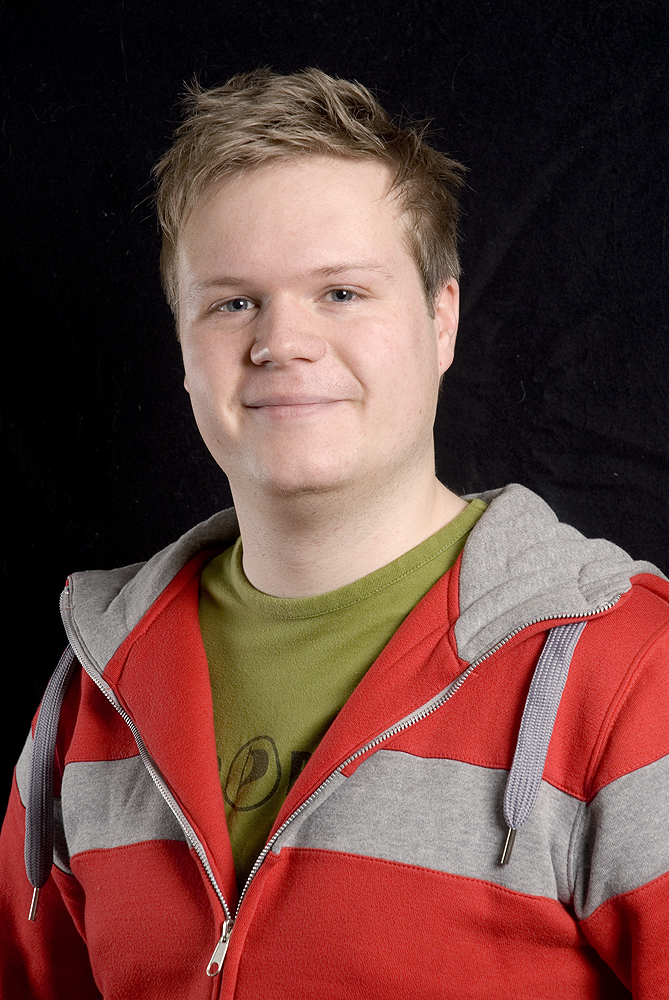
Stefan Flod

Stefan Flod (* 30. April 1985 in Gävle) war von 2007 bis 2011 Vorsitzender der Ung Pirat, der Jugendorganisation der schwedischen Piratenpartei.
Im Jahr 2007 löste er Hugi Ásgeirsson als Vorsitzenden der Ung Pirat ab. Flod kandidierte bei den Reichstagswahlen 2010. 2011 wurde er von Gustav Nipe als Vorsitzender der Ung Pirat abgelöst.